# Lazzaro Morelli

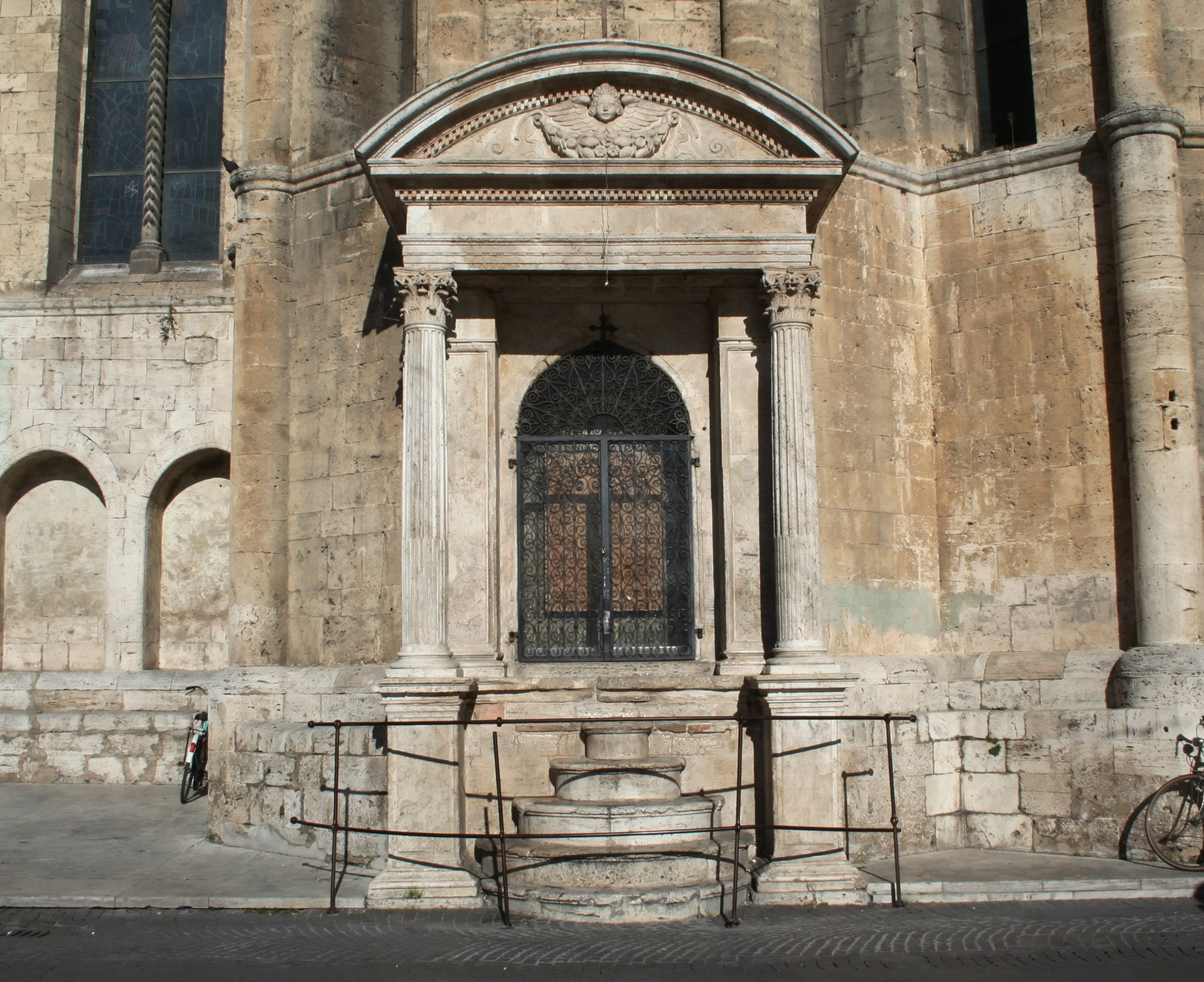
Edículo de Lazzaro Morelli en Ascoli Piceno

Lazzaro Morelli (Ascoli Piceno en la región de Marche, 30 de octubre de 1608-1690) fue un escultor italiano del período barroco.

## Biografía
Lazzaro Morelli, era hijo del escultor florentino Fulgenzio Morelli, quien también fue maestro de Giuseppe Giosafatti. Lazzaro es sobre todo conocido por haber trabajado en el taller de Gian Lorenzo Bernini y participar en la escultura del Ángel con el látigo del Puente Sant'Angelo en Roma. También esculpió la estatua de la Compasión para el monumento funerario del papa Clemente X en la Basílica de San Pedro. La tumba fue diseñada por Mattia De Rossi (1684), las otras esculturas fueron hechas por Ercole Ferrata. Hizo varias figuras de santos en la línea del techo de la columnata exterior de la Basílica de San Pedro y también participó en la decoración de San Pedro Mártir en Ascoli Piceno.
Realizó el edículo anexo a un ábside de la iglesia de San Francisco en su ciudad natal, construido de mármol de travertino, un trabajo encargado por el gobernador de la ciudad Gerolamo Codebo. Este edificio sirve par acoger  a los condenados para que puedan hacer su última plegaria a la Madonna di Reggio, antes de su ejecución.